# Abū Yūsuf
Abū Yūsuf Yaʿqūb ibn Ibrāhīm ibn Habīb al-Kūfī arabisch أبو يوسف يعقوب بن إبراهيم بن حبيب الكوفي, DMG Abū Yūsuf Yaʿqūb ibn Ibrāhīm ibn Ḥabīb al-Kūfī (* 729 oder 731; † 798) war ein Schüler von Abū Hanīfa und Mitbegründer der hanafitischen Rechtsschule des sunnitischen Islam. Die Entwicklung und Festigung der sogenannten „irakischen Rechtsschule“ mit dem Zentrum Kufa ist seinem Wirken zu verdanken.

## Leben
Abū Yūsuf studierte bei Mālik ibn Anas in Medina und anderen Gelehrten Fiqh und Traditionswissenschaften (Hadith). In Bagdad war er unter dem Abbasiden-Kalifen Hārūn ar-Raschīd Qādī. Wahrscheinlich al-Mahdi – anderen Berichten zufolge Hārūn ar-Raschīd – ernannte ihn zum ersten Oberqādī in Bagdad. Ahmad ibn Hanbal, Begründer der hanbalitischen Rechtsschule, war anfangs ein Schüler des Abu Yusuf.

## Werke
- Kitāb al-Ḫarāǧ كتاب الخراج / ‚Das Buch über Grundsteuer‘, das neben Grund- und Bodensteuer auch strafrechtliche Themen zum Inhalt hat, verfasste Abu Yusuf auf Wunsch des Kalifen Hārūn ar-Raschīd und versah es mit einer längeren an den Kalifen gerichteten Einleitung. Das Buch wurde 1921 von dem französischen Orientalisten Edmond Fagnan übersetzt.
- Kitāb al-Ḥiyal كتاب الحيل / ‚Das Buch über Rechtskniffe‘ ist nicht im Original, sondern im gleichnamigen Werk seines Schülers asch-Schaibānī in Auszügen erhalten.
- Adab al-qāḍī أدب القاضي / ‚Verhaltensregel der Richter‘ ist in einer relativ späten Abschrift in der Nationalbibliothek von Tunis erhalten, aber noch nicht publiziert worden.
- Kitāb ar-Radd ʿalā Siyar al-Auzāʿī كتاب الرد على سير الأوزاعي / ‚Die Widerlegung des Kriegsrechts von al-Auzāʿī‘ hat asch-Schāfiʿī in sein monumentales K. al-Umm aufgenommen; der Orientalist Joseph Schacht hat diese Schrift in seinen rechtshistorischen Untersuchungen ausgewertet. Abu Yusuf argumentiert aus der Sicht der Hanafiten gegen die Rechtsauffassung des syrischen Gelehrten al-Auzāʿī, der als Erster in der islamischen Rechtsgeschichte das Kriegsrecht (siyar) schriftlich zusammenfasste und somit als Begründer des islamischen Völkerrechts gilt.
- Kitāb al-Āṯār, Sammlung von kufischen Traditionen zu verschiedenen rituellen und rechtlichen Fragen, die in der Überlieferung von Abū Yūsufs Sohn Abū Muhammad Yūsuf ibn Yaʿqūb erhalten ist. Ein Großteil der Traditionen wird über Abū Hanīfa auf verschiedene frühere kufische Autoritäten zurückgeführt. Besonders häufig erscheint die Überliefererkette Abū Hanīfa -> Hammād ibn Abī Sulaimān (gest. 737) -> Ibrāhīm an-Nachaʿī (gest. 715). Das Werk, das auch unter dem Titel Musnad Abī Ḥanīfa bzw. Musnad Abī Yūsuf bekannt ist, wurde 1355/1936 von Abū l-Wafā al-Afghānī ediert.[1]

In diesen Schriften, die zum Teil von Vertretern der Hanafiten mehrfach kommentiert worden sind, steht das überlieferte Hadithmaterial mehr im Mittelpunkt als im Rechtsdenken seines Lehrers Abū Hanīfa.

## Positionen
Abū Yūsuf maß den Hadithen und den Traditionen nach den Prophetengefährten (sahāba) größere Bedeutung bei als dem Analogieschluss (qiyās) oder dem Konsens der Gelehrten (idschmāʿ). In seiner Rechtsfindung folgte er dem Ra'y, der eigenen opinio und stand somit während seines gesamten Wirkens in der hanafitischen Rechtstradition. Er schrieb:

“So wurde es vom Propheten festgesetzt, so ist es den Kalif nicht erlaubt es zu ändern.”

## Rezeption
Die Figur Abu Yusuf tritt in den Geschichten aus Tausendundeine Nacht auf, darunter in:
- Geschichte Harun al-Raschids mit dem Qadi Abu Yusuf.

- Vom Qadi Abu Yusuf und der Herrin Zubaida[3]

## Belege
1. ↑  Vgl. das Digitalisat bei archive.org.
2. ↑  M.M. Azami, 1996, S. 90
3. ↑  Enno Littmann: Die Erzählungen aus den tausendundein Nächten, Insel Verlag, Frankfurt 1968, Band 3, S. 452f.

| Personendaten    | Personendaten                                                                 |
| ---------------- | ----------------------------------------------------------------------------- |
| NAME             | Abū Yūsuf                                                                     |
| ALTERNATIVNAMEN  | Abu Yusuf; Abu Yusuf Yaqub ibn Ibrahim ibn Habib al-Kufi (vollständiger Name) |
| KURZBESCHREIBUNG | Mitbegründer der hanafitischen Rechtsschule des sunnitischen Islam            |
| GEBURTSDATUM     | 729 oder 731                                                                  |
| STERBEDATUM      | 798                                                                           |